# Peter Skov-Jensen
Peter Skov-Jensen (* 9. Juni 1971 in Esbjerg) ist ein ehemaliger dänischer Fußballtorwart.

## Sportlicher Werdegang
Skov-Jensen, der viermal in der dänischen Nationalmannschaft spielte, begann seine Fußballkarriere in der Jugend des dänischen Erstligisten Esbjerg fB, bis er in den frühen 1990er-Jahren zu Herning Fremad wechselte. Bei Auskopplung der Wettkampfmannschaft und anschließender Fusion mit Ikast FS zum FC Midtjylland im Jahre 1999 blieb er Teil der seinerzeit zweitklassig antretenden Profimannschaft, die im folgenden Jahr in die Superliga aufstieg. 
Skov-Jensen etablierte sich mit dem FC Midtjylland in der ersten Spielklasse und avancierte in der Folge zum Nationalspieler. Im Pokalwettbewerb 2002/03 erreichte er mit dem Klub das Endspiel, in dem sich Brøndby IF mit einem 3:0-Erfolg durchsetzte. Bei der Europameisterschaft 2004 war er hinter Thomas Sørensen der zweite Torwart der dänischen Auswahl. Zwar qualifizierte sich die Mannschaft aufgrund des besseren direkten Vergleichs vor Italien für die K.O.-Runde, scheiterte im Viertelfinale jedoch an Tschechien.
Im Januar 2005 wechselte er zum damaligen Bundesligisten VfL Bochum. Skov-Jensen machte sich zunächst Hoffnungen auf einen Stammplatz, da sich sein Konkurrent im Tor, Rein van Duijnhoven, schwer verletzt hatte und ihm das Karriereende drohte. Van Duijnhoven wurde relativ schnell wieder einsatzfähig, hinter dessen zwischenzeitlichen Vertreter Christian Vander degradierte Trainer Peter Neururer Skov-Jensen zum dritten Keeper des VfL. Daher absolvierte der 34-Jährige in der Saison 2004/05 nur zwei Spiele für den VfL am 32. Spieltag gegen den 1. FC Nürnberg und am 34. Spieltag beim HSV, als van Duijnhoven und sein Vertreter Vander passen mussten. Nach dem Abstieg änderte sich auch in der folgenden Saison unter dem neuen Coach Marcel Koller nicht viel an seiner Situation, van Duijnhoven blieb nach wie vor die Nummer eins, Skov-Jensen blieb lediglich ein Platz auf der Ersatzbank. Dennoch kam er wegen Verletzungen van Duijnhovens in der als Zweitligameister beendeten Zweitligasaison 2005/06 insgesamt in 15 Spielen zum Einsatz und zeichnete sich durch starke Reflexe und eine gute Strafraumbeherrschung aus. Skov-Jensen trug in der Saison die Rückennummer „20“, ab der Bundesliga-Spielzeit 2006/2007 trug er nach dem Karriereende van Duijnhovens die frei gewordene „1“. Entsprechend stand er anfangs zwischen den Pfosten, nach einer 0:6-Niederlage gegen den SV Werder Bremen am siebten Spieltag setzte Koller jedoch in der Folge auf den ursprünglich als Ersatzmann neu verpflichteten Alexander Bade. Im November kehrte Skov-Jensen nochmals ins Tor zurück, ehe er hinter dem in der Winterpause neu verpflichteten Jaroslav Drobný und Alexander Bade in der Hierarchie nach hinten rückte. 
Im August 2007 unterschrieb er einen Vertrag beim norwegischen Erstligisten Sandefjord Fotball. Anfang 2008 wechselte er zu Køge Boldklub, bei dem er seine Karriere als Vertragsamateur ausklingen ließ. Ab Mitte 2008 war Skov-Jesen als Torwarttrainer bei BK Avarta tätig.

## Titel / Erfolge
- Aufstieg in die 1. dänische Liga 2000 mit dem FC Midtjylland
- Aufstieg in die 1. Bundesliga 2006 mit dem VfL Bochum